# Stefan Endres
Stefan Endres (* 17. Juni 1957 in Augsburg) ist ein deutscher Arzt und Immunologe. Er ist Professor für Klinische Pharmakologie und Direktor der gleichnamigen Abteilung an der Ludwig-Maximilians-Universität München (LMU).
Endres studierte ab 1975 an der LMU München und an der Harvard University (B. A. magna cum laude 1979 in Biochemie und Immunologie), mit klinischer Ausbildung am Beth Israel Hospital und der Harvard Medical School, und erhielt 1983 seinen Staatsexamens-Abschluss und seine Promotion in Medizin an der LMU (Dissertationsthema: Antigenexpression auf aktivierten T-Lymphozyten). Nach der Zeit als Arzt im Praktikum an der Medizinischen Klinik der Innenstadt der LMU und der Facharztausbildung ab 1988 (Innere Medizin, Gastroenterologie, Intensivmedizin) habilitierte er sich 1992 und wurde 1997 Professor für Klinische Pharmakologie an der LMU. 2003 erhielt er seine Facharztzulassung als Immunologe. Ab 2005/06 war Endres Mitglied des Vorstandes und seit 2006 sitzt er im Aufsichtsrat des Klinikums der Universität München. Dort gehört er außerdem der Arzneimittelkommission und dem Zentrum für Klinische Studien an. Endres ist seit 2007 Forschungsdekan der Medizinischen Fakultät.
Endres befasst sich mit verschiedenen Verfahren der Immuntherapie gegen Krebs. Beispielsweise leitete er von 2003 bis 2007 eine klinische Phase II-Studie für Impfung von Patienten mit Bauchspeicheldrüsenkrebs mit aufbereiteten körpereigenen Dendritischen Zellen, die besonders geeignet sind, spezifische Tumor-Antigene im Immunsystem zu präsentieren. Die Ergebnisse bewiesen zwar die prinzipielle Wirksamkeit, die damit erzielten Erfolge waren therapeutisch aber meist nur von kurzer Dauer. Ein weiterer Forschungsschwerpunkt ist der Einsatz von CpG-Oligonukleotiden in der Immuntherapie und Muster-Erkennungs-Rezeptoren zum Beispiel für virale RNA und Inflammasome im Angeborenen Immunsystem.
2011 war er Gastprofessor an der Harvard Medical School. Seit 2009 ist er Sprecher der DFG-Forschungsgruppe Oligonukleotide in Zellbiologie und Therapie. Endres ist Mitglied der Ethikkommission der Bayerischen Landesärztekammer. Für 2020 wurde ihm der Robert Pfleger-Forschungspreis zugesprochen. Von 2014 bis 2023 war er Sprecher des Doktorandenkollegs i-Target, das mit dem Elitenetzwerk Bayern (ENB) assoziiert ist. Seit 2023 ist er Sprecher des Folgeprogramms i-Target 2.0, das von der Medizinischen Fakultät der LMU gefördert wird.

## Schriften (Auswahl)
- mit C. Brunner u. a.: Enhanced dendritic cell maturation by TNF-alpha or cytidine-phosphate-guanosine DNA drives cell activation in vitro and therapeutic antitumour immune responses in vivo, Journal of Immunology, Band 165, 2000, S. 6278–86
- mit Gunther Hartmann u. a.: Rational design of new CpG oligonucleotides that combine B cell activation with high IFN-α induction in plasmacytoid dendritic cells, European Journal of Immunology, Band 33, 2003, S. 1633–1641
- mit Veit Hornung, Hartmann u. a.: Sequence-specific potent induction of IFN-α by short interfering RNA in plasmacytoid dendritic cells through TLR7, Nature Medicine, Band 11, 2005, S. 11–70
- mit Bourquin, Hartmann u. a.: Immunotherapy with dendritic cells and CpG oligonucleotides can be combined with chemotherapy without loss of efficacy in a mouse model of colon cancer, International Journal of Cancer, Band 118, 2006, S. 2790–5
- mit Hornung, Hartmann u. a.: 5’-triphosphate RNA is the ligand for RIG-I, Science, Band 314, 2006, S. 994–997
- mit Bourquin, Hornung, Hartmann u. a.: Immunostimulatory RNA oligonucleotides trigger an antigen-specific cytotoxic T cells and IgG2a response, Blood, Band 109, 2007, S. 2953–2960
- mit A. Schmidt, Hopfner u. a.: 5´-triphosphate RNA requires base-paired structures to activate antiviral signaling via RIG-I, Proceedings of the National Academy of Sciences USA, Band 106, 2009, S. 12067–72
- mit O. Gross, J. Ruland u. a.: Syk kinase signaling couples to the Nalp3 inflammasome for anti-fungal host defense, Nature, Band 459, 2009, S. 433–6
- mit D. Anz, Hornung, Hartmann, Rothenfusser, Bourquin u. a.: Immunostimulatory RNA blocks suppression by regulatory T cells, Journal of Immunology, Band 184, 2010, S. 939–946
- mit H. Poeck, Hartmann, Hornung, Ruland u. a.: Recognition of RNA virus by RIG-I results in activation of CARD9 and inflammasome signaling for interleukin 1 beta production, Nature Immunology, Band 11, 2010, S. 63–69